# Mehari Tesfatsion
Mehari Tesfatsion, né le 11 janvier 1995, est un coureur cycliste érythréen. 

## Biographie
Mehari Tesfatsion commence le cyclisme à l'âge de 12 ou 13 ans. 
En septembre 2017, il participe au championnat du monde espoirs de Bergen, où il abandonne. Après la course, il refuse de rentrer au pays, et demande l'asile à la Norvège. Il obtient finalement un titre de séjour et s'installe à Steinkjer,.
Pour la saison 2019, il rejoint le club espagnol Controlpack-Badia-Fontestad. En juillet, il remporte le classement de la montagne de la Classique Xavier Tondo, course régionale catalane.

## Palmarès
- 2015
  - 2e étape du Tour international de Sétif
- 2017
  - 3e du Fenkel Northern Redsea

## Classements mondiaux
| Année           | 2015 | 2016 | 2017 |
| --------------- | ---- | ---- | ---- |
| UCI Africa Tour | 54e  | 126e | 39e  |